# Personaggi di Futurama

I personaggi alla Planet Express

Questa pagina contiene informazioni riguardo ai personaggi della serie animata Futurama.

## Personaggi principali

### Philip J. Fry
Philip J. Fry (stagioni 1-in corso), voce originale di Billy West, italiana di Fabrizio Manfredi.
Il protagonista della serie. È un ragazzo di Brooklyn che lavora come fattorino per la Panucci's Pizza. È piuttosto ingenuo, ma anche coraggioso e con un cuore d'oro. La notte di Capodanno del 2000, a causa di un piano progettato da dei parenti di Mordicchio perché in futuro dovrà salvare l'universo dai cervelli giganti (grandi cervelli volanti) mentre consegna una pizza in un laboratorio di criogenia applicata, finisce intrappolato in una capsula e rimane ibernato per mille anni; ironicamente, il suo successivo impiego è quello di fattorino per la ditta di spedizioni intergalattiche Planet Express, il cui proprietario è il suo lontanissimo nipote Hubert Farnsworth. Nel futuro divide un appartamento con il collega e amico Bender, un robot, ma la maggior parte della sua giornata la passa negli uffici della ditta. La sua esclamazione tipica è «che fissa!». La "J" nel suo nome, così come per quella di Homer J. Simpson della serie I Simpson, è un omaggio dell'autore all'animatore e produttore Jay Ward.

### Turanga Leela
Turanga Leela (stagioni 1-in corso), voce originale di Katey Sagal, italiana di Pinella Dragani (st. 1-7) e Tiziana Avarista (st. 8+).
La co-protagonista, capitano della navetta della Planet Express. Afferma di essere l'ultimo esponente della sua razza: i "monocoli" (si scoprirà invece che è figlia di due degli umani mutanti che vivono nelle fogne di Nuova New York). Dopo un'infanzia difficile a causa del suo unico occhio al centro del volto, le rimangono dei problemi nei rapporti interpersonali. È una ragazza molto attraente ed è alla costante ricerca dell'uomo giusto per lei. Forte e autoritaria, è innamorata di Fry che corrisponde il suo amore, anche se lei non lo dà a vedere, e ha avuto una storia "non voluta" con Zapp Brannigan. Leela è anche una grande esperta di ogni tipo di arti marziali. In Italia il nome Turanga, in alcuni episodi, è stato modificato in "Sora", per creare un gioco di parole che da "Sora Leela" facesse riferimento al personaggio della "Sora Lella". La scelta si è scontrata con le puntate seguenti di Futurama, dove il nome Turanga le è stato ridato per esigenze di sceneggiatura. Il nome di questo personaggio è un chiaro omaggio all'unica sinfonia scritta dal compositore francese Olivier Messiaen: la Sinfonia Turangalîla. La pronuncia in inglese del nome Leela è infatti 'Lila'. Turangalîla è l'unione di due parole in sanscrito e significa 'canto d'amore'.

### Bender
Bender Piegare Rodríguez (in originale: Bender Bending Rodríguez) (stagioni 1-in corso), voce originale di John DiMaggio, italiana di Dario Penne (ep. 1x01-7x13), Paolo Buglioni (ep. 7x14-7x26) e Carlo Valli (st. 8+).
Un robot costruito in una fabbrica di Tijuana secondo un modello creato dal professor Farnsworth con funzione di "piegatore" (il suo nome Bender significa appunto questo). È il migliore amico di Fry. La sua origine "a sud del confine" dà origine a un gioco di accostamenti fra la reputazione "peccaminosa" della cittadina natale e l'espressione inglese have a bender, che significa "prendersi una sbronza", come testimonia la passione del robot per l'alcol, la robopornografia e attività illecite (compreso il furto). È costituito dal 40% di zinco e 40% di titanio (anche se nel corso delle puntate dichiarerà più volte di essere al 40% di altri materiali e al 30% anche di ferro). Ha frequentato la facoltà per piegatori all'Università marziana ed è specializzato in raddrizzamento dei materiali. Viene assunto dalla Planet Express prima come tuttofare e successivamente anche come cuoco dell'astronave, anche se la sua totale inettitudine fra i fornelli ha provocato più di un danno. Nonostante il suo lavoro principale sia quello di piegare spesse travi e basta una gag che lo riguarda è quella di potere essere utilizzato come ogni tipo di utensile e elettrodomestico: forno a microonde, scaldabagno, macchina da presa, calcolatrice, distributore automatico, barbecue, tritatutto, videoproiettore, registratore, campana, motore, pentola, ecc. Ogni volta che entra in contatto con una calamita il campo magnetico danneggia i suoi circuiti, facendogli perdere le inibizioni e trasformandolo in cantante folk. Malgrado dica di odiare gli esseri umani, si è affezionato ai suoi colleghi e li ha salvati in più di un'occasione. Ha bisogno di ingenti quantità di alcolici per alimentare le sue batterie; quando non beve i suoi riflessi si appannano, la sua voce diventa assopita e trascinata e gli si crea un velo di ruggine attorno alla bocca che gli dà un'aria sciatta e trasandata (praticamente l'astinenza da alcol produce in lui i sintomi del doposbronza per gli umani, quel che i suoi amici definiscono essere "sobrio fradicio"). Il suo attore preferito è Calculon, della soap opera Tutti i miei circuiti (parodia della celebre All My Children, in Italia nota come La valle dei pini). È appassionato anche dei programmi di cucina condotti dal cuoco del pianeta Nettuno Elzar. Vive in un edificio per soli robot, in un appartamento composto da una minuscola stanza, in cui abita lui, e uno "sgabuzzino" grande quanto un appartamento, con vista sulla città, nel quale vive Philip J. Fry. Matt Groening ha dichiarato che il nome di Bender è dovuto a John Bender, personaggio del film Breakfast Club (di John Hughes - Stati Uniti, 1985).

### Professor Farnsworth
Hubert J. Farnsworth (stagioni 1-in corso), voce originale di Billy West, italiana di Sergio Graziani (st. 1-5) e Mino Caprio (st. 6+).
Il proprietario della Planet Express, nonché pronipote di Fry. Nato nel 2841, all'inizio della serie ha 159 anni ma, incombendo il suo 160º compleanno, ne dichiara 150 per evitare di essere catturato dalla "Squadra del Tramonto", che prende tutti i 160enni e li trasporta su un apposito pianeta-ospizio facendoli poi vivere in una realtà simulata. Farsnworth è di cagionevolissima salute e le sue ossa non reggono i lavori più elementari. Professore di "matematica dei neutroni quantici" presso l'Università marziana e membro più anziano dell'Accademia dei Professori, è inoltre grande inventore dai risultati contrastanti: parecchie sue invenzioni sono geniali e risolvono molti problemi, altre sono disastrose e ne creano di nuovi. In una puntata si scopre essere l'ideatore del progetto sulla cui base sono stati costruiti tutti i robot della Terra. Il suo personaggio è ricalcato e ironizza sullo stereotipo popolare dello scienziato pazzo. La sua passione è quella di spedire il suo equipaggio (che chiama "ciurmaglia") in giro per i pianeti più pericolosi dell'universo. Per questo motivo ha perso l'equipaggio precedente della navetta (divorati da una vespa spaziale). Ha clonato se stesso per avere un successore, generando Cubert (che si pronuncia come Q*bert, celebre videogame degli anni ottanta che compare anche nell'episodio 3x18 Il gioco del Se fossi 2): quest'ultimo frequenta la scuola media insieme a Dwight, il figlio di Hermes. Inoltre egli, come da lui esclamato in vari episodi della serie, ha la sua miglior invenzione rappresentata dallo Sniffoscopio, un telescopio capace di far annusare l'odore di qualsiasi oggetto in qualsivoglia parte dell'universo. Lo Sniffoscopio contribuisce al ritrovamento del suo stesso creatore, il professor Farnsworth, rapito dai robot della "Squadra del Tramonto", riuscendo a individuare "l'odore di vecchio" in un pianeta, nel quale tutti gli anziani rapiti venivano depositati. Il professor Farnsworth è stato amante di Mamma, anziana e spietata proprietaria della maggiore (nei fatti monopolista) compagnia produttrice di prodotti per robot. Il nome del professore è stato ispirato a Matt Groening dalla figura di Philo Farnsworth, lo scienziato che fu tra i pionieri nello sviluppo della trasmissione televisiva.

### Hermes Conrad
Hermes Conrad (stagioni 1-in corso), voce originale di Phil LaMarr, italiana di Simone Mori.
Un burocrate di livello 36, poi degradato a 38 per eccessivo zelo, e successivamente promosso a 37 (il massimo è 1.0, mentre il Grande Burocrate corrisponde al livello 0). Ha la burocrazia nel sangue e dirige la Planet Express come se fosse sua, occupandosi dell'amministrazione finanziaria e del personale. Le sue peculiarità sono la pignoleria, l'ordine, la puntualità, il rispetto delle norme e dei regolamenti, la pianificazione e l'economia; queste sue caratteristiche raggiungono spesso apici ossessivi. Hermes è sposato con la bellissima LaBarbara, da cui ha avuto un figlio di nome Dwight che si appresta a seguire le orme del padre. Nonostante sia un individuo molto corpulento, Hermes è campione di limbo: ha rappresentato la Terra nelle Olimpiadi del 2980; ha abbandonato però lo sport quando un ragazzino, cercando di imitarlo, morì rompendosi la colonna vertebrale, tuttavia continua a praticare il limbo come attività amatoriale. Successivamente, nel 3004, prese parte ancora all'olimpiade poiché la squadra del suo Paese era rimasta bloccata in aeroporto, e lui era l'unico disponibile; seppur fuori allenamento, grazie a un'invenzione del professore, riuscì a iniziare la gara e a raggiungere la vetta, fino a quando, all'ultimo limbo, venne squalificato. Questo suo talento nel limbo si rivelò inoltre provvidenziale quando lui e i suoi colleghi della Planet Express dovettero raggiungere le navette di salvataggio del Titanic che in quella occasione finì in un buco nero a causa del suo conducente Zapp Brannigan.

### Dottor Zoidberg
John Zoidberg (stagioni 1-in corso), voce originale di Billy West, italiana di Claudio Fattoretto (ep. 1x02-7x06), Angelo Nicotra (ep. 7x07-7x26) e Paolo Marchese (st. 8+).
Un alieno del pianeta Decapod 10, somigliante ad una grossa aragosta antropomorfa, dichiara più volte di essere un totano, anche se nel corso della serie gli autori gli hanno attribuito via via caratteristiche di varie creature marine, come il getto di inchiostro delle piovre o la capacità di produrre perle come le ostriche. Responsabile medico della Planet Express, non ha la minima conoscenza di anatomia umana (nel suo studio medico tiene un atlante anatomico appeso a testa in giù): per questo non è riuscito a diventare un ricco dottore, come nei suoi sogni. Vorace divoratore di qualsiasi cosa, è un vecchio amico del professor Farnsworth. Durante il suo periodo di accoppiamento diventa violento, e deve recarsi nel suo pianeta natale per accoppiarsi (anche se questo comporta la morte del maschio dopo l'accoppiamento). Qui, accecato dall'amore, sfida e quasi uccide Fry (parodiando l'episodio della serie classica di Star Trek Il duello). È caratterizzato dalla perenne solitudine, dovuta alla sua povertà e dal ribrezzo che ispira negli altri, la catastrofica goffaggine, che lo porta a distruggere o danneggiare ogni oggetto che tocca la sua estrema voracità. Quando si sente minacciato solleva la cresta, sputa inchiostro e poi fugge camminando di lato, come i granchi.

### Amy Wong
Amy Wong (stagioni 1-in corso), voce originale di Lauren Tom, italiana di Rossella Acerbo.
Una studentessa dell'Università Marziana che lavora alla Planet Express. Ha lo stesso gruppo sanguigno del Professor Farnsworth. I suoi genitori, Inez e Leo, (parodia delle coppie asiatiche di mezza età, ricche, materialiste e ossessionate dalla discendenza) possiedono l'emisfero occidentale di Marte, sul quale allevano scaramucche e la ossessionano perché si sposi e dia loro numerosi nipotini. È una ragazza piuttosto stramba e tremendamente superficiale e vanitosa. È fidanzata con Kif Kroker, il paziente e compito attendente di Zapp Brannigan; a seguito del peculiare metodo di riproduzione della specie di Kroker Amy è stata fondamentale nella "produzione" di una nidiata di girini (la cui gestazione è però condotta dal maschio della coppia), attualmente in fase di evoluzione su un lontano pianeta.

### Scruffy
Voce originale di David Herman, italiana di Silvio Anselmo (st. 1-4), Toni Orlandi (ne Il colpo grosso di Bender), Mauro Magliozzi (in Nell'immenso verde profondo), Giorgio Lopez (ep. 4x18, st. 6-7) e Antonio Palumbo (st. 8+).
Scruffy Scruffington è un essere umano, portiere e custode della Planet Express, è un personaggio secondario di cui nessuno si interessa, e che spesso durante le sue comparse non viene riconosciuto dagli altri membri dello staff. Appare per la prima volta nell'episodio 1x6 "Per un pesce di dollari" mentre smeriglia la schiena di Bender. Non ha mai un ruolo attivo nello svolgimento della trama, tranne che per l'episodio 3x21 "Un manager d'assalto", in cui la sua votazione ed il fatto che possieda una grossa partecipazione azionaria della Planet Express (il 40%) consente l'elezione a presidente della compagnia del candidato presentato da Fry.
Scruffy è solito comparire nei momenti più disparati della trama (quasi sempre all'interno degli edifici della Planet). È una persona molto riservata e silenziosa, ma anche pigra e scorbutica anche se mantiene sempre un'aria indifferente. In realtà, Scruffy possiede dei sentimenti molto profondi. Porta sempre un cappello marrone, ha dei baffi e i capelli bianchi e veste con una divisa blu da meccanico. Scruffy è solito pulire l'ufficio della Planet con uno straccio e un secchio-robot parlante colmo d'acqua innamorato di lui, ma la maggior parte del tempo la passa a leggere giornalini pornografici seduto sul divano dell'azienda. Si è soliti vederlo servire il professor Farnsworth e gli altri membri dell'equipaggio. Non partecipa alle riunioni della Planet Express, ma talvolta si intravede con gli altri dipendenti. Non è molto popolare all'interno della ditta, tanto che molte volte i suoi colleghi non ricordano minimamente chi sia. Vive nei sotterranei della Planet, nella sala caldaie e dorme su un materasso per terra. Parla spesso di sé in terza persona.
Le sue frasi ricorrenti sono: "Non posso, sono in pausa", "Sono Scruffy, il custode" e "Scruffy muore com'è sempre vissuto".

### Mordicchio
Mordicchio (in originale: Nibbler) (stagioni 1-in corso), voce originale di Frank Welker, italiana di David Chevalier (st. 1-7), Massimo De Ambrosis (in Futurama - Il colpo grosso di Bender) e Stefano Alessandroni (st. 8).
L'animaletto domestico di Leela. Divora qualsiasi cosa trasformandola in materia oscura, utilizzata come carburante per astronavi. All'apparenza stupido, in realtà appartiene al popolo avanzatissimo ed esistente dall'inizio dei tempi dei mordicchiani, presso i quali è considerato un nobile, tanto da essere insignito del titolo di Lord Mordicchio. Dirà lo stesso Mordicchio che quando venne creato l'Universo, la sua razza aveva già 17 anni. Al ritorno sul pianeta di origine, situato al centro esatto dell'Universo, è salutato dai suoi simili come "Lord Mordicchio, ambasciatore sulla Terra, patria mondiale della pizza". È stato lui a pilotare la presunta caduta accidentale di Fry nella capsula criogenica per far sì che arrivasse nel 3000. Non è mai stato dichiarato dagli autori se avessero avuto fin dall'inizio l'idea che l'ibernazione di Fry fosse pilotata o se l'avessero sviluppata con il progredire della storia, ma di fatto nell'episodio pilota è possibile notare per circa un secondo, nel momento in cui la trombetta di Fry tocca terra, l'ombra di Mordicchio sotto la scrivania alla quale si stava dondolando il protagonista, e nell'episodio 4x10 Cuore di cane, durante un flashback, si vede l'occhio di Mordicchio nel cestino della spazzatura all'interno del laboratorio criogenico, durante la caduta di Fry dalla sedia, si può sentire il suono di un soffio come mostrato nell'episodio "il grande cervello", Mordicchio fa cadere Fry nella cella criogenica soffiandogli addosso. È stato trovato in una missione di salvataggio delle specie che popolavano un pianeta prossimo al collasso gravitazionale (Vergon 6): Mordicchio fu fatto salire sulla Planet Express insieme a tutti gli altri animali minacciati dall'evento (anche se non era sulla lista delle specie da preservare). Prima della partenza l'animaletto mangiò tutti gli altri, producendo però così la materia oscura necessaria per la fuga dal pianeta, ormai in fase di implosione.

## Robot

### Boxy
Boxy è un crudele robot, simile al droide Gonk, apparso nella saga fantascientifica Guerre stellari, capace di comunicare solo attraverso una serie di bip. Viene solitamente visto in compagnia di Calculon, e recita assieme a lui nella soap opera Tutti i miei circuiti (in inglese All My Circuits, parodia di All My Children), nella parte del suo gemello. Nello show Tutti i miei circuiti, viene spesso visto dormire con Monique, la fittizia moglie di Calculon. Alla sua prima apparizione Fry si chiese se il suono emesso da Boxy fosse un segnale di disapprovazione oppure se stesse facendo marcia indietro (essendo i bip simili a quelli dei carrelli elevatori quando fanno marcia indietro), e Amy gli dice in risposta "Forse entrambe le cose".

### Calculon
Voce originale di Maurice LaMarche, italiana di Massimo De Ambrosis.
Calculon è un pomposo e arrogante attore robot, che deve il suo talento recitativo al robot diavolo, con il quale ha stretto un patto all'inizio della sua carriera.
Calculon iniziò la sua esistenza nel XXI secolo, come un normale robot industriale, chiamato Calculon 1.0. Venne coinvolto nel Progetto Satana, la macchina più crudele che sia mai esistita, ricevendo così la maledizione dell'Auto Mannara (in italiano tradotta erroneamente come Auto che Era). Da allora, vive come un attore robot, cambiando identità ogni vent'anni. In passato infatti, si è fatto chiamare Unità recitativa 0.8, Performat e David Duchovny. Recita principalmente ruoli melodrammatici. Il personaggio per il quale è più famoso è il protagonista della serie Tutti i miei circuiti. Nell'episodio "Lei...Bender" Calculon si innamora di Bender, che aveva cambiato sesso per partecipare alle olimpiadi femminili, e lui/lei per non far soffrire troppo l'attore inscena una morte e ritorna uomo.
Calculon è anche la star del film di Harold Zoid, zio del Dr. Zoidberg, I magnifici tre.
Calculon muore nella settima stagione, nell'episodio Calculon 2.0.

### Flexo
Voce originale di John DiMaggio, italiana di Dario Penne (st. 2-6).
Come Bender, Flexo è un'unità Bender-22. I numeri seriali di Flexo e Bender sono, rispettivamente, 3370318 e 2716057; questo li rende simili in quanto entrambi questi numeri sono esprimibili come la somma di due cubi: 3370318 = 119³ + 119³ e 2716057 = 952³ + (-951)³.
Flexo è esteticamente e psicologicamente simile a Bender, se non per il pizzetto che porta sul mento. Entra per la prima volta nella vita dell'equipaggio quando Fry lo investì con una macchina del passato. Diventò buon amico di Bender, rendendo invidioso Fry, che iniziò ad avere dei sospetti su Flexo, credendolo il gemello malvagio di Bender. Quando, invece, Fry scoprì Bender mentre rubava un prezioso oggetto che la Planet Express stava consegnando, si rese conto che il suo amico era il gemello malvagio di se stesso. Quando la polizia arrivò sulla scena del crimine, scambiarono Flexo per Bender e, a causa della risata sinistra e del suo pizzetto, lo arrestarono.
Successivamente Bender frequentò brevemente l'ex-moglie di Flexo, Angleene. Quando, però, Bender scoprì che Angleene era sposata con Flexo, Bender impersonò Flexo e, per la seconda volta, Flexo venne punito per il comportamento di Bender, quando la robo-mafia gettò una grande e impiegabile sbarra di metallo su Flexo, schiacciandolo. Venne salvato da Bender e si rimise con la sua ex-moglie.

### Kwanzaa Bot
Voce originale di Coolio, italiana di Vittorio De Angelis (ep. 3x03) e Maurizio Fiorentini (ep. 8x06).
Kwanzaa Bot è un robot di 647 anni, che professa il culto Kwanzaa. Durante le festività è solito distribuire il libro "Che diavolo è il Kwanzaa?!". Sebbene la sua professione non implichi la violenza, lo si vede spesso farne uso nei momenti meno opportuni.

### Roberto
Voce originale di David Herman, italiana di Vittorio De Angelis (st. 3, 6-7), Carlo Scipioni (ep. 4x14), Francesco Meoni (ne Il gioco di Bender) e Gabriele Sabatini (st. 8).
Roberto è un robot criminale, amico di infanzia di Bender. Durante un prelievo in banca Bender e Fry incontrano Roberto, che sta per commettere una rapina. I due vengono giudicati complici di Roberto, fuggito, e rinchiusi in un manicomio per robot: Bender non ha problemi, ma Fry venne considerato dai robot dottori un automa pazzo che crede di essere umano e per questo viene sottoposto ad una sorta di lavaggio del cervello. Successivamente anche Roberto viene rinchiuso nello stesso manicomio e si serve di Bender per fuggire e farsi condurre alla Planet Express. Lì Roberto, inseguito dalla polizia, prende in ostaggio tutti gli impiegati della ditta, ma l'intervento imprevisto di Fry, che ormai si crede un robot, salva la situazione.
Il personaggio di Roberto si rifà al romanzo di John Sladek, Robot fuorilegge (Tik-Tok, 1983): oltretutto il personaggio di Futurama è disegnato partendo dalla copertina americana del libro.

### Robot diavolo
Voce originale di Dan Castellaneta, italiana di Massimo De Ambrosis (st. 1), Massimo Lodolo (st. 4), Roberto Gammino (st. 5) e Roberto Chevalier (st. 6+).
Il robot diavolo è il robot più potente, è il sovrano del robot inferno, situato nel New Jersey. La sua funzione è quella di tormentare i robot che hanno commesso vari peccati. Rapì Bender, quando questo aderì al culto di Robotology, ma non ne rispettò le regole. Fry e Leela tentarono di salvarlo, e il robot diavolo fu obbligato, secondo una legge vigente all'inferno, a liberare Bender se Leela fosse riuscita a batterlo in una gara musicale, con un violino d'oro (da notare il riferimento alla canzone "The devil went down to Georgia", interpretata da vari artisti country americani, e apparsa anche nella colonna sonora de Le ragazze del Coyote Ugly). Leela perse, ma spaccò il violino in testa al robot, riuscendo a creare un diversivo per la fuga dei tre.
Il robot diavolo comparirà in seguito, stipulando un patto con Fry, desideroso di possedere le sue mani, capaci di suonare l'olofono. Il robot si accorse ben presto dell'errore commesso e rivolle indietro le sue mani. Il robot ha, inoltre, stretto un patto con Calculon, al quale diede il talento recitativo. Compare anche nel lungometraggio Futurama: la bestia con un miliardo di schiene, stipulando un patto con Bender, egli metterà a sua disposizione l'esercito robotico del robot inferno in cambio del suo primogenito. Bender per il suo piano glielo offre senza alcuna preoccupazione, buttandolo con un calcio nelle vasche di olio bollente dei robot dannati. Il Robot diavolo ammette che quell'azione è stata piuttosto brutale anche per i suoi standard.

### Robot mafia
La robot mafia è un'organizzazione mafiosa, impegnata principalmente in traffici illegali di sigari cubani, ai quali ha, in passato, collaborato Bender, mettendo in pericolo la vita dei suoi amici, che stavano trasportando un carico di sigari quando vennero intercettati dalla robot mafia. Bender riuscì a salvarli, ma si disse fuori dal circolo. Possiedono un'astronave a forma di limousine anni 50.
L'intera robot mafia è composta da tre automi:
- Donbot - Il leader della robot mafia, indossa diversi anelli e un mantello, è il più basso del gruppo. Voce originale di Maurice LaMarche, italiana di Michele Gammino (st. 2-3), Angelo Nicotra (st. 5-6) e Giorgio Lopez (st. 7).
- Joey - Uno dei due scagnozzi di Donbot, dotato di scarsa intelligenza, indossa una collana formata da un mouse. Voce originale di John DiMaggio, italiana di Pierluigi Astore (st. 2), Roberto Gammino (st. 3-5, 7) e Gabriele Lopez (st. 6).[9]
- Pinza[25] - L'altro scagnozzo di Donbot, è molto più basso e magro rispetto a Joey. Sarcastico e psicotico, è ossessionato dalle sue pinze e dal desiderio di usarle in tutte le occasioni. Voce oroginale di Maurice LaMarche, italiana di Mino Caprio (st. 2), Vittorio De Angelis (st. 3, 7), Luigi Scribani (st. 5) e Francesco Meoni (st. 6).[9]

### Babbo Natale robot
Voce originale di John Goodman (st. 2) e John DiMaggio (st. 3+), italiana di Angelo Nicotra (st. 2-3, 6), Renato Mori (st. 5) e Stefano Mondini (st. 8).
Babbo Natale robot è stato creato dalle industrie di Mamma nel 2801, per decidere chi fosse stato buono e chi cattivo e di punire o premiare chi se lo meritava. Sfortunatamente, a causa di un errore di programmazione, i suoi standard furono impostati troppo in alto e quindi, ai suoi occhi, tutti venivano giudicati cattivi e quindi puniti cattivo con morte e distruzione. L'unico che venne esentato da tutto questo e considerato meritevole di un regalo fu Zoidberg, al quale venne dato un regalo.
Il robot risiede nella sua fortezza della morte, situata su Nettuno. All'entrata della residenza appare il cartello "Se sei più alto di un elfo, preparati a morire!" con sopra una feritoia dalla quale esce una grossa sega circolare, in quanto solo i nettuniani, fabbricanti di giocattoli, possono passare. La fortezza è attrezzata con diversi dispositivi di difesa, come missili, telecamere collegate a monitor che visualizzano tutte le cattiverie dell'universo, cani-bot, torrette, bombe e mine.
Nell'episodio de I Simpson "La fobia di Homer" si può vedere un giocattolo con le stesse fattezze del Babbo Natale Robot. Esso rappresenta il Babbo Natale giapponese, che viene chiamato in realtà "il porta doni annuale" e abita sulla Luna.

### URL
Voce originale di John DiMaggio (st. 1-7) e Kevin Michael Richardson (st. 8+), italiana di Daniele Valenti (ep. 2x07, st. 4), Wladimiro Grana (ep. 2x13, 3x03), Achille D'Aniello (in La bestia con un miliardo di schiene), Marco De Risi (ne Il gioco di Bender), Pasquale Anselmo (ricorrente st. 6-7) e Alessandro Ballico (st. 8+).
EARL è un robot ufficiale poliziotto, che lavora a Nuova New York .EARL è munito di sirena, megafono, e manganello laser. Il suo linguaggio comprende diverse frasi appartenenti al genere della blaxploitation, come "Awwww yeah". È spesso visto in compagnia di Smitty, suo partner nel lavoro e nella vita.

### Robot Edonista
Voce originale di Maurice LaMarche, italiana di Maurizio Fiorentini.
Robot Edonista è un robot dorato che viene sempre visto mangiare dell'uva da una ciotola attaccata al suo ventre, accompagnato da diversi servi, tra i quali ne spicca uno chiamato Djambi. Ha la particolare caratteristica di avere pupille rotonde, piuttosto che quadrate, come il resto dei robot. Ha inoltre commissionato un'opera teatrale a Fry, il quale per comporla ha stretto un patto con il robot diavolo.
Il Robot Edonista è una chiara parodia degli imperatori romani.

### Reverendo Lionel Preacherbot
Voce originale di Phil LaMarr, voci italiane ricorrenti Gabriele Martini (st. 6-7) e Guido Di Naccio (st. 8).
Questo robot è il prete della comunità religiosa della città.

## Umani

### Le teste
Uno degli elementi portanti di Futurama è la costante presenza di personaggi contemporanei e passati (da George Washington a Leonard Nimoy, passando per Richard Nixon e Lucy Liu). La presenza attiva di tali soggetti nel futuro è resa possibile grazie ad una tecnologia (inventata da Ron Popeil, come dichiara lui stesso) che consente di separare le teste dal resto del corpo e di conservarle, vive e attive, a tempo indeterminato all'interno di contenitori cilindrici trasparenti pieni di un liquido dalla formula chimica H2OGfat. La maggior parte di questi contenitori è radunata all'interno del museo delle teste, dove si trovano politici, atleti, attori e ogni sorta di personaggio famoso. Benché immersi in questo liquido, questi personaggi riescono ugualmente a parlare e sono inoltre in grado di controllare alcuni servomeccanismi tramite una connessione alla base del contenitore (sovente si vedono queste teste "sotto vetro" montate su corpi robotici o altri dispositivi, come quando Nixon compra il corpo metallico di Bender a un banco dei pegni).

#### Al Gore
Voce originale di Al Gore, italiana di Antonio Sanna (st. 2-5) e Oreste Baldini (ep. 6x13).
Al Gore è il primo imperatore della Luna. Ha una vasta gamma di accessori, applicati alla base della testa: proiettori d'ologramma, razzi, laser e un mantello. Gore è l'inventore dell'ambiente e autore del libro Earth in Balance e del suo più famoso seguito Harry Potter and the Balance of Earth, nel quale spiega che l'ambiente deve essere protetto dal riscaldamento globale e dagli stregoni oscuri.

#### Richard Nixon
Voce originale di Billy West, italiana di Claudio Fattoretto (st. 1), Nino Prester (st. 2-4), Michele Gammino (st. 5), Angelo Nicotra (st. 6-7), Paolo Marchese (ep. 7x16, 7x19, 7x23) e Fabrizio Russotto (st. 8).
La testa di Nixon è una delle teste presenti nell'omonimo museo. Nixon raggiunse prestigio e potere quando acquistò al monte dei pegni il corpo di Bender, con il quale si candidò alle presidenziali terrestri. La testa di Nixon ridiede il corpo a Bender la notte prima delle elezioni, a causa di uno scandalo riguardante i suoi veri intenti. Sostituì il corpo del robot con quello di un droide enorme e minaccioso, con il quale si fece strada fino alla casa Bianca, dopo le elezioni, vinte con la differenza di un singolo voto.
L'amministrazione di Nixon è segnata da una violenta e aggressiva politica estera: entra spesso in guerra per insignificanti motivi, guidando la Terra verso la colonizzazione aliena. Alla fine però, i suoi progetti al riguardo falliscono quasi sempre, dato che ne affida la risoluzione a Zapp Brannigan.
Sui documenti ufficiali, è solito apporre la firma "Richard Nixon's Head" (la Testa di Richard Nixon).

### Zapp Brannigan
Voce originale di Billy West, italiana di Alessandro Rossi.
Brannigan è un membro dell'esercito dell'Ordine Democratico dei Pianeti (DOOP), anche se i suoi titoli variano, ed è stato definito come "Generale a 25 stelle" e "Generale Maggiore Webelo". Kif Kroker è il suo stressato tenente e assistente personale tra i cui molti compiti c'è tenere gli appuntamenti di Brannigan sul palmare, raderlo sotto le ascelle, indicare le sue medaglie e riferire all'equipaggio delle sue conquiste sessuali.
Zapp è (assieme al suo tenente) il personaggio secondario con più apparizioni nella serie.

### Cubert Farnsworth
Voce originale di Kath Soucie, italiana di Fabrizio Vidale (st. 2, 6), Corrado Conforti (st. 3-5, ep. 6x25) e Omar Vitelli (st. 8+).
Cubert Farnsworth (il cui nome ha la stessa pronuncia di Q*bert) è il clone del professor Hubert J. Farnsworth.
Cubert è stato clonato da una verruca dorsale del professore e sottoposto a un processo di invecchiamento rapido. Frequenta la scuola media insieme all'inseparabile amico Dwight, figlio di Hermes e LaBarbara. Nonostante all'inizio dichiarasse di non volere avere niente a che fare con il "padre", alla fine sembra essere deciso a intraprendere la carriera di "scienziato pazzo".
Lui ha il naso schiacciato da maiale perché è rimasto appiccicato dentro la provetta per tutto il tempo della clonazione.

### Linda
Voce originale di Tress MacNeille, italiana di Stefanella Marrama (st. 1-4, 6-7), Giovanna Martinuzzi (ne Il gioco di Bender) e Eleonora De Angelis (in Nell'immenso verde profondo e st. 8+).
Linda è la co-conduttrice umana, assieme al collega Morbo, del telegiornale nazionale con sede a Los Angeles. Linda appare spesso come ingenua e tutt'altro che intelligente, rendendosi così la spalla comica ai violenti commenti di Morbo.

### Mamma
Voce originale di Tress MacNeille, italiana di Serena Verdirosi (st. 1-7) e Valeria Perilli (st. 8+).
Proprietaria della ditta Robot amichevoli di Mamma, è la produttrice indiscussa di tutti i robot e dell'olio per robot fatto con l'antica ricetta della Mamma. Ogni anno si festeggia il giorno della Mamma, e tutti i robot creati nelle fabbriche di Mamma la onorano portandole regali. Donna di gran classe, dietro all'aspetto materno e amorevole si cela una persona malvagia fino all'osso. Nel quattordicesimo episodio della seconda stagione, La festa della Mamma, cerca di conquistare la terra grazie all'aiuto dei suoi robot.
Da giovane ebbe una passionale storia amorosa con il Professor Farnsworth, al tempo suo dipendente, che si rivelerà non ancora finita. Ha tre figli-scagnozzi, di nome Walt, Larry e Igner, che obbediscono a qualunque suo ordine. Indossa un vestito-armatura che ne aumenta la stazza corporea, conferendole un'aria più bonaria.

### Smitty
Voce originale di Billy West, italiana di Roberto Certomà (ricorrente st. 1-4), Gabriele Lopez (st. 6-7) e Andrea Curi (st. 8+).
Smitty è un ufficiale poliziotto, che lavora a Nuova New York. È spesso visto in compagnia di URL, suo partner nel lavoro e nella vita.

### Munda e Morris
Morris, voce originale di David Herman, italiane di Roberto Gammino (ep. 4x02), Wladimiro Grana (ep. 4x04, 4x09), Emilio Cappuccio (ep. 6x12), Oreste Baldini (ep. 7x05), Mauro Magliozzi (ep. 7x22) e Vladimiro Conti (st. 8+).
Munda, voce originale di Tress MacNeille, italiane di Irene Di Valmo (ep. 4x02), Tiziana Avarista (st. 4-5), Micaela Incitti (ep. 6x12), Rossella Celindano (ep. 6x21, 7x05) e Alessandra Maffei (st. 8+).
Turanga Munda e Morris sono i genitori di Leela, sono dei mutanti che vivono nelle fogne. Quando era piccola abbandonarono Leela all'orfanotrofio per riservarle un futuro migliore.

### Leo e Inez Wong
Leo, voce originale di Billy West (st. 1-7) e Feodor Chin (st. 8+), italiane di Giorgio Lopez (ep. 3x04), Nino D'Agata (ep. 4x01), Davide Marzi (ep. 4x09), Pino Ammendola (in Nell'immenso verde profondo), Roberto Chevalier (ep. 6x04), Angelo Nicotra (ep. 6x21), Luciano Roffi (st. 7) e Nicola Braile (st. 8+).
Inez, voce originale di Lauren Tom, italiane di Stefanella Marrama (st. 1 e in Nell'immenso verde profondo), Maria Grazia Dominici (st. 3-4, 6 e in La bestia con un miliardo di schiene), Rita Savagnone (ep. 3x10) e Isabella Pasanisi (st. 7+).
Leo Wong e Inez Wong sono i benestanti genitori di Amy Wong. Possiedono un ranch su Marte, grazie al quale hanno fatto fortuna allevando bovini dalle forme di insettoidi chiamati "scaramucche".
I genitori di Amy vengono spesso visti lamentarsi del fidanzato della figlia, Kif (sebbene siano stati loro stessi a farli conoscere), ed esternano, ogniqualvolta è loro possibile, il loro desiderio di avere dei nipoti da crescere.
Leo Wong è presente nel quarto film Nell'immenso verde profondo dove fa la parte del cattivo che vuole distruggere il 12% di spazio nella galassia compresa la Nana viola, per costruire il più grosso campo da golf mai esistito. Si scopre inoltre che voleva un figlio maschio e non femmina.

### Yancy Fry sr.
Voce originale di John DiMaggio, italiana di Angelo Nicotra (ep. 3x04), Roberto Chevalier (ep. 4x07), Nicola Marcucci (st. 6-7) e Sandro Acerbo (ep. 9x02).
Padre di Fry, è un fervido repubblicano, vede complotti in ogni cosa ad opera di liberali, comunisti, e sovietici.

### Sherry Fry
Voce originale di Tress MacNeille, italiana di Isabella Pasanisi (st. 3-4), Eleonora De Angelis (ep. 6x24), Tiziana Avarista (ep. 7x23) e Stefanella Marrama (ep. 9x02).
Madre di Philip J. Fry. Di lei si sa che era una sfegatata appassionata sportiva. Durante il parto di Fry, infatti, stava ascoltando una partita alla radio e non si preoccupava minimamente della situazione, tanto da non sentire nemmeno i dolori del parto. Inoltre, quando vede arrivare Seymour, il cane di Fry, senza di lui, comincia a preoccuparsi, ma se ne dimentica non appena vede in tv la sua squadra di football fare un touchdown. Nonostante le apparenze lei e il figlio si volevano molto bene, Fry (grazie all'aiuto di Mordicchio) riesce a dirle addio attraverso un sogno, abbracciandola, infatti a dimostrazione di quanto lei tenesse a Fry, la donna tiene una sua foto nel comodino vicino alla sua parte del letto.

### Yancy Fry Jr.
Voce originale di Tom Kenny, italiana di David Chevalier (st. 3-4), Omar Vitelli (ep. 6x24), Andrea Lopez (ep. 7x23) e Lorenzo D'Agata (ep. 9x02).
Fratello di Philip, è molto competitivo con il fratello ma è molto legato a lui, tanto da dare lo stesso nome al figlio, che sarà il primo uomo ad andare su Marte.

### Mr. Panucci
Voce originale di John DiMaggio, italiana di Claudio Fattoretto (ep. 1x01) e da Angelo Nicotra (st. 2-6).
Era il padrone del locale Panucci's pizza e datore di lavoro di Fry. Una delle cose che lo contraddistingueva era la scarsa attenzione per le norme igieniche. Infatti lo si è visto grattarsi la schiena con un salame per la pizza, starnutire nell'impasto e asciugare il cane Seymour, che aveva fatto il bagno nelle fogne, con l'impasto della pizza. Permetteva anche a Fry di scaccolarci dentro e a Seymour di fare il bagno (e i bisogni) dentro al sugo. Inoltre, Fry ha affermato che usava la spatola sia per infornare la pizza, sia per schiacciare i topi. Muore circa dieci anni dopo la scomparsa di Fry.

### LaBarbara Conrad
Voce originale di Dawnn Lewis, italiana di Tiziana Avarista (st. 1-2, 5, ep. 6x15), Irene Di Valmo (st. 3-4, 8+), Eleonora De Angelis (ep. 6x13) e Rossella Celindano (st. 7).
LaBarbara Conrad è la moglie di Hermes Conrad e la madre di Dwight Conrad. Un tempo era sposata con Barbados Slim, rivale di Hermes, a cui fa riferimento chiamandolo "adone umano" e "Dio di mogano". La presenza di LaBarbara sembra rendere Hermes piuttosto insicuro. Nel film: "Futurama: il colpo grosso di Bender", LaBarbara lascia Hermes temporaneamente, quando questo perde il proprio corpo.

### Dwight Conrad
Voce originale di Phil LaMarr, italiana di Roberto Gammino.
Dwight Conrad è il figlio di Hermes Conrad e LaBarbara Conrad. È amico di Cubert Farnsworth, e sembra aver ereditato dal padre la passione per i conti e la burocrazia.

### Barbados Slim
Voce originale di John Di Maggio (st. 4-7) e Kevin Michael Richardson (st. 8), italiana di Carlo Scipioni (st. 4), Roberto Draghetti (st. 5), Massimo Aresu (st. 6) e Massimo Bitossi (st. 8+). Il principale rivale di Hermes. Medaglia olimpica e campione di limbo e di sesso. Un tempo era sposato con LaBarbara Conrad. Essendo un uomo dal fisico scolpito da vero atleta, Hermes spesso si sente sminuito al confronto, e in alcune occasioni LaBarbara dimostra di provare ancora una forte attrazione per l'ex marito. Nel film: "Futurama: il colpo grosso di Bender", LaBarbara lo risposerà temporaneamente a causa dell'infortunio del marito.
Potrebbe essere un riferimento allo sprinter giamaicano Asafa Powell.

### Ogden Wernstrom
Voce originale di David Herman, italiana di Mino Caprio (st. 1-5), Giorgio Lopez (ep. 6x08), Massimo Milazzo (ep. 6x24) e Stefano Thermes (st. 8+).
Scienziato dell'università marziana, acerrimo nemico del professor Farnsworth. La loro rivalità iniziò cento anni prima dell'inizio della serie, quando Farnsworth negò la lode a Wernstrom (che allora era solo uno studente) per la cattiva grafia e questi giurò vendetta. Spesso, di fronte a una catastrofe, i suoi piani per risolverla appaiono più realistici di quelli dell'ex-insegnante, e per questo spesso il governo si rivolge prima a lui, ma alla fine si rivelano quasi sempre fallimentari e alla fine è Farnsworth che risolve la situazione. I due collaborano solo nel film La bestia con un miliardo di schiene, salvo poi tornare nemici alla fine. In passato è stato sposato con Mamma.

### Sindaco C. Randall Poopenmeyer
Voce originale di David Herman, italiana di Michele Gammino (st. 1-4, ep. 6x16), Vittorio De Angelis (st. 6), Roberto Gammino (st. 7) e Raffaele Proietti (st. 8).
Sindaco di Nuova New York. Viene spesso rappresentato come politico corrotto e incompetente. Appare per la prima volta nell'episodio "Palla di immondizia".

## Alieni

### Kif Kroker
Voce originale di Maurice LaMarche, italiana di Vittorio Stagni (st. 1-7), Alessandro Budroni (st. 8+)
Kif Kroker è lo stressato e timido tenente del D.O.O.P. e assistente personale di Zapp Brannigan ed appare per la prima volta nell'episodio L'amore perduto nello spazio. Kif è un alieno dal colore verde originario di Amphibios 9 che segue Zapp e ne è vittima in tutte le sue avventure, essendo troppo debole di carattere per decidere di separarsi da lui. Zapp solitamente gli affida mansioni umilianti e degradanti alle quali Kif reagisce con sottomissione e pesanti sospiri e mugugni.
Non possiede scheletro interno, ma "la sua struttura è sorretta da vesciche ricolme di liquido", è in grado di arrampicarsi su pareti e soffitti come un geco, possiede tre capezzoli, inoltre come un camaleonte è in grado di cambiare colore della pelle, ma perde controllo di questa funzione quando è nervoso. Nel futuro tutte queste caratteristiche sembrano però essere considerate attraenti dalle femmine di molte specie.
Amy ne è la fidanzata (smizmar) e futura madre dei suoi figli, che per il momento hanno ancora aspetto di girini e di cui Leela è la madre biologica, grazie al contatto con la mano di Kif durante il suo periodo di fertilità, nonostante Kif riveli che tra la sua gente viene considerata madre chi ha scatenato nel padre quel sentimento che lo ha reso fertile, cioè Amy. Nel secondo lungometraggio muore in un incidente, dopo essersi finalmente sposato con Amy (fanfonru). Viene in seguito riportato in vita da Yivo, e una volta tornato compie un gesto mai visto prima: sferra un pugno a Zapp, colpevole di essere andato a letto con Amy mentre Kif era morto.

### Elzar
Voce originale di John DiMaggio, italiana di Vittorio De Angelis (st. 1-7).
Elzar è un famosissimo chef nettuniano dotato di quattro braccia e protagonista di molti programmi di cucina dedicato alla gastronomia aliena; il suo ristorante è fra i più rinomati di Nuova New York, anche se i prezzi astronomici del suo locale sono solo raramente giustificati dalla qualità del cibo o del servizio. Elzar è scortese, grossolano e sgradevole e ha un'alta opinione di se stesso. Il suo attrezzo da cucina preferito "Donnola porta spezie", una creatura simile a un mustelide che spinge una nuvola di spezie dal suo muso dopo aver schiacciato il suo corpo.
È stato allievo del più grande chef della passata generazione, Helmut Asparago, il quale tuttavia è stato surclassato professionalmente da Elzar (il programma televisivo che quest'ultimo conduce apparteneva originariamente a Helmut). Successivamente, Bender chiederà aiuto ad Helmut per poter sconfiggere Elzar in una gara di cucina (Bender riuscirà poi nell'impresa grazie ad un condimento speciale, acqua ed LSD, che Helmut gli regala prima di morire).

### I Globetrotters
I Globettrotters sono una specie umanoide di giocatori di Basket proveniente dal Pianeta Globetrotters. Oltre a praticare le loro esibizioni sportive, sono noti per le loro conoscenze in ambito matematico, logico e fisico, grazie alle quali hanno aiutato a salvare la Terra e l'intero universo.
Sono comandati da Ethan 'Gomma Americana' Tate. Altri membri importanti sono 'Sweet' Clyde Dixon, 'Curly' Joe e 'Goosh'. Durante la serie appaiono anche altri membri della squadra.

#### Ethan 'Gomma Americana' Tate
Voce originale di Phil LaMarr, italiana di Vittorio De Angelis (st. 3, 6), Achille D'Aniello (ep. 4x04), Massimiliano Virgilii (st. 5), Mauro Magliozzi (st. 7) e Michele Mancuso (st. 9).
È un rinomato fisico ed è il leader dei Globetrotters. Ha sfidato la Terra con una partita a Basket con lo scopo di far difendere ai terrestri il proprio onore (si tratta di una citazione al film Space Jam). Secondo il Professor Farnsworth, Tate è una delle "menti più geniali dell'intero universo". Inoltre, è anche docente di fisica all'Università Globetrotters.

#### 'Sweet' Clyde Dixon
Voce originale di David Herman, italiana di Vladimiro Conti (ep. 5x02) e Oreste Baldini (ep. 6x10).
È un membro importante dei Globetrotters noto per essere esperto nei calcoli. Nell'episodio "Il prigioniero di Benda" viene nominato duca.

#### 'Curly' Joe
Voce originale di John DiMaggio, italiana di Andrea Lopez (ep. 3x14), Gianluca Machelli (ep. 5x02) e Roberto Fidecaro (ep. 7x19).

### Ipnorospo
L'ipnorospo è un rospo di gigantesche proporzioni, caratterizzato da occhi oscillanti multicolore che emettono un inquietante ronzio. Grazie a queste proprietà, l'ipnorospo è in grado di ipnotizzare qualunque essere vivente, anche in gran numero, con sforzo minimo. Durante la sua prima apparizione vince un concorso di bellezza per animali ipnotizzando la giuria e l'intero pubblico. Nella puntata della quarta stagione Quelli del P.U.Z.Z.A. l'ipnorospo conduce un proprio spettacolo in TV, denominato Everybody Loves Hypnotoad (Tutti amano l'ipnorospo). L'intera trasmissione consiste in una ripresa statica dell'ipnorospo che fissa la telecamera.
Durante un'intervista per il mensile ToyFare David X. Cohen ha dichiarato "è nostra intenzione produrre un episodio completo, della durata di 22 minuti, di Everybody Loves Hypnotoad per il rilascio del DVD Bender's Big Score. Dico sul serio."

### Lrrr
Voce originale di Maurice LaMarche, italiana di Francesco Pannofino (st. 1-4), Carlo Scipioni (in La bestia con un miliardo di schiene), Roberto Gammino (in Nell'immenso verde profondo), Manlio De Angelis (st. 6), Nicola Marcucci (ep. 7x13), Giorgio Lopez (ep. 7x16) e Alessandro Ballico (st. 8+).
Signore sovrappeso del pianeta Omicron Persei 8, è un violento gerarca che è sempre pronto ad invadere la Terra. Un tempo pare fosse una persona dall'animo delicato e sensibile, dedito a scrivere poesie e innamorato della moglie Ndndnd ma ormai fra i due c'è ben poco amore e faticano a sopportarsi, malgrado condividano ancora qualche breve momento di romanticismo.
La sua razza probabilmente è più sviluppata tecnologicamente di quella terrestre, dato che a ogni attacco degli Omicroniani i Terrestri sono sempre inermi, e pare avere scoperto la "formula dell'immortalità", come Lrrr stesso dichiara in mondovisione. È un grande appassionato di sit-com statunitensi del XXI secolo, tra le quali Jenny McNeal (parodia del famoso telefilm Ally McBeal), che lui vede sulla TV del suo pianeta nel 3000, in quanto il segnale video gli arriva in ritardo di mille anni a causa dei mille anni luce di distanza del suo pianeta dalla Terra.
I piccoli Omicroniani vengono probabilmente "deposti" in pianeti-nido e prima dell'inizio del loro sviluppo hanno l'aspetto e il sapore di gamberetti fritti, rinominati in una puntata "Scrocchiazeppi", malgrado una volta adulti siano più alti e possenti degli umani.
Compare per la prima volta nella dodicesima puntata della prima stagione, intitolata "Attacco alieno", in cui minaccia per la prima volta di distruggere la Terra. Successive apparizioni nelle puntate 2x7 San Valentino decollato, 2x15 Il cibo parlante, 3x18 Il gioco del se fossi 2 e 4x17 Nasi afrodisiaci. Per ragioni inspiegabili, pur non essendo cambiato il doppiatore, in quest'ultimo episodio il suo nome viene cambiato in "Goffredo" e viene adottato un ibrido accento pseudo-napoletano in luogo della normale pronuncia utilizzata in passato.

### Ndnd
Voce originale di Tress MacNeille, italiana di Franca Lumachi (st. 1-2), Stefanella Marrama (st. 3-4), Rita Savagnone (ep. 4x17, st. 6), Alessandra Chiari (ep. 7x13) e Laura Lenghi (st. 8+).
È l'attuale moglie di Lrrr. Ndnd accompagna spesso Lrrr nei suoi viaggi sulla Terra. Litiga spesso con il marito sulla mancanza di romanticismo nel loro matrimonio e sottolinea continuamente i suoi difetti.

### Morbo
Voce originale di Maurice LaMarche, italiana di Glauco Onorato (st. 1; ep. 2x03, 2x04), Sandro Sardone (st. 2-5) e Michele Gammino (st. 6+).
Morbo è un mezzobusto che conduce, assieme a Linda, il telegiornale nazionale. Si tratta di un alieno megacefalo dall'aspetto mostruoso di colore verde; Morbo auspica in ogni suo commento giornalistico la distruzione degli inutili o patetici esseri umani da parte della sua razza che – come annuncia spesso in TV – sta organizzando una flotta per lo sterminio della popolazione terrestre, informazione che i terrestri (compresa la sua collega giornalista) sembrano ignorare o ridicolizzare. Morbo è amico di Richard Nixon e vanta una famiglia "bellicosa e numerosa".

### Iperpollo
Voce originale di Maurice LaMarche, italiana di Luciano De Ambrosis (st. 2-6), Dante Biagioni (ep. 7x09, 7x13) e Ezio Conenna (st. 8+).
Pollo antropomorfo proveniente dall'asteroide agricolo. Di professione fa l'avvocato, sia pure con scarso successo; durante le sue arringhe lo si può vedere sistemarsi le penne e becchettare per terra come un vero pollo.

### H.G.Blob
Voge originale di Maurice LaMarche, italiana di Renato Mori (ep. 1x02, 3x12) e Achille D'Aniello (ep. 3x21).
Horrible Gelatinous Blob, spesso indicato come Blob HG, è il padre di Brett Blob ed è una creatura dal buon carattere, a meno che non sia arrabbiato per qualcosa come problemi sul lavoro o un film triste. Poi diventa incline alla violenza alla minima provocazione. Questa si conclude di solito con lui che inghiotte il contravventore.

### Brett Blob
Voce originale di Tress MacNeille, italiana di Paolo Vivio (ep. 3x12).
Brett Blob è il figlio di H.G. Blob e Mrs. Blob. Lui è il bullo della scuola di Cubert Farnsworth e Dwight Conrad. Quando Dwight e Cubert consegnavano i loro giornali hanno fatto arrabbiare Brett lanciando un giornale attraverso la sua finestra e H.G. Blob ha combattuto con Hermes e il professor Farnsworth.